# Грађански рат у Грузији
Грађански рат у Грузији (груз. საქართველოს სამოქალაქო ომი) је оружани сукоб између присталица првог председника Грузије Звиада Гамсахурдија (звиадиста) и владиних трупа (1991-1993) у западној Грузији, као и међунационалних и унутарнационалних сукоба у регионима Јужне Осетије (1988–1992) и Абхазије (1992–1993).

## Грађански немири
У априлу 1991. године, Грузија је прогласила независност. Први председник био је дисидент Звиад Гамсахурдија. Током осам месеци своје владавине покварио је односе са грузијском интелигенцијом и предузетницима, а такође је дозволио екстремно погоршање односа са националним мањинама, што је резултирало грузијско-јужноосетијским оружаним сукобом.
Савет народних посланика Јужне Осетије је 1. септембра 1991. године прогласило Републику Јужну Осетију. Следећег дана у Тбилисију на авенији Руставели одржан је скуп Националне демократске партије Грузије (НДП), на коме су изнети захтеви за оставку председника и владе Грузије. Полиција је отворила ватру, услед чега је рањено 6 људи.  До 11. септембра, захтев за оставком Гамсахурдије подржали су лидери 25 политичких партија. Двоје присталица Гамсахурдије  убијено је у пуцњави у ноћи 4. на 5. октобар између војних јединица и опозиције, након чега је 8. октобра на ванредној седници, грузијски парламент усвојио резолуцију у којој су ови догађаји оцењени као покушај пуч.
Развили су се тешки односи са опозиционим снагама и наоружаним групама. У децембру су Национална гарда под командом Тенгиза Китованија и одреди Мхедриони под командом Јабе Иоселианија организовали војни пуч, што је резултирало крвавом битком на улицама Тбилисија. У јануару 1992. Гамсахурдија је напустио бункер владине зграде у коме се скривао и  покушао да се пресели у Азербејџан, али му је тамо одбијен политички азил, након чега је стигао у Јерменију. Нове грузијске власти су очеле да прете Јерменији економском блокадом ако не испоручи Гамсахурдију, па свргнути председник није могао дуго да остане у држави и неколико дана касније одлетео је у Чеченију, где га је влада на челу са Џохаром Дудајевим примила.
Лидери који су дошли на власт у Грузији формирали су Државни савет Грузије, на челу са бившим првим секретаром Централног комитета Комунистичке партије Грузије и министром спољних послова СССР-а Едуардом Шеварднадзеом. Гамсахурдијеве присталице, уједињене под називом звиадисти, нису прихватиле његово протеривање и окупиле се да наставе борбу против нове грузијске владе.

## Хронологија догађаја

### Свргавање и протеривање председника
Гамсахурдија је 20. децембра 1991. године захтевао разоружање и распуштање Националне гарде, претећи да ће напасти њихову базу са четири ракете земља-земља. Ујутро 22. децембра, јединице Националне гарде предвођене Тенгизом Китованијем побуниле су се у Тбилисију против Гамсахурдије. Побуњеници су заузели низ стратешких локација у граду и напали зграду парламента..
Две недеље на авенији Руставели водио се прави рат уз употребу артиљерије и тенкова. Гамсахурдија и његове присталице напустили су 6. јануара 1992. godine бункер Дома владе, а затим и земљу. Покушао је да добије политички азил у Азербејџану . У 9 сати ујутро, његов конвој прешао је границу са суседном републиком. Пет сати је телефоном разговарао о давању политичког азила, али је одбијен.. Након тога, Гамсахурдија и његови људи отишли су у Јерменију, где је 10. јануара званично затражио политички азил, који је добио. У самој Грузији присталице Гамсахурдије су се помириle са његовим протеривањем, поставши опозицијy новим властима. Против свргнутог председника је 14. јануара покренут кривични поступак због „подстицања етничке мржње, проневере државних средстава у посебно великим размерама, злоупотребе службеног положаја и уништавања архитектонских и историјских споменика“. Истрага је завршена у мају 1992. године.
Гамсахурдија је прихватио позив шефа самопроглашене Чеченске републике Џохара Дудајева, који је послао свој авион у Јереван за породицу Гамсахурдија. У Грозном је Звиајад Гамсахурдија примљен с почастима 15. фебруара 1992. године и смештен у вили у центру града.

### Герилски покрет
Центар звиадистичких активности у то време била је Мегрелија. Они су 28. марта 1992. године покренули офанзиву и у року од неколико дана заузели градове Зугдиди, Сенаки, Хоби, Абаша и Поти . Ујутро 3. априла, владине трупе, прешавши реку Ченискали, преселиле су се у западну Грузију и до вечери заузеле без крвопролића све градове под контролом звиадиста. Више од стотину присталица Гамсахурдије је  24. јуна у 3 сата ујутро заузело зграду телевизијског центра у Тбилисију, а у 6 сати ујутро у етар је изашао један од присталица свргнутог председника, Валтер Схургаи који је позвао људе да се окупе у близини ТВ центра и захтевају повратак Звијада Гамсахурдије.
Неколико сати касније, трупе су опколиле телевизијски центар и кренуле у јуриш, хапсећи побуњенике. Одред Звиадиста окружио је 6. јула интернат у месту Цаленжиха, где је било 80 бораца, након чега су кренули у јуриш на зграду, али су поражени. Три дана касније, звиадисти су напали аутомобил и киднаповали заменика премијера и председника Комисије за људска права и међуетничке односе Александра Кавсадзеа који је био у њему.  У Зугдидију, 11. августа на састанку представника Државног савета са Звиадистима, бивши шеф Гамсахурдијиних телохранитеља Гоцха Бакхиа заробио је још 12 грузијских државника, међу којима су били министар унутрашњих послова Роман Гвентсадзе и помоћник Шеварднадзеове националне безбедности Давид Саларидзе. Под изговором пуштања потпредседника владе Кавсадзеа, заштите комуникација, укључујући железницу и друге важне објекте, јединице Националне гарде ушле су на територију Абхазије, где су се убрзо одвијале војне операције .

### Пораз звиадиста
Док су грузијске трупе ратовале у Абхазији, звиадисти предвођени Вахтангом (Лоти) Кобалијом активирали су се у западној Грузији . Дана 3. јуна 1993. године, војна јединица под командом сарадника Кобалије - Бадзагве ушла је у град Гали на територији Абхазије успостављајући контролу над читавом територијом региона. На телевизији Зугдиди 14. јуна, члан бившег парламента „звиадиста“ Јаба Маглакелидзе прочитао је апел Звијада Гамсахурдије нацији, који је рекао да ће градови Сухуми, Очамчира и Гали  бити предати Абхазима у блиској будућности и да грузијске трупе морају схватити нелегалност владе, придружити се формацијама Кобалије и борити се заједно за обнову легитимне власти у Абхазије.
У јулу, одреди звиадисте под командом Лесото Кобалија ушали су у Зугдиди. Кобалијин оружани одред заузео је 28. јула Сенаки без борбе, али је 31. јула, након преговора са властима, Кобалија напустио Сенаки. Дана 28. августа Звиадисти су заузели бројна насеља у Мегрелији. У ноћи 14. на 15. септембар њихови одреди под командом Лотија Кобалије блокирали су железничку линију Батуми-Тбилиси. Гамсахурдија се вратио 24. септембра у западну Грузију и предводио је такозвану „Владу у егзилу“ у Зугдидију, са циљем да врати легитимну власт у земљи. Увече 4. октобра, владине снаге су повратиле контролу над Хонијем. Звиад Гамсахурдија  је 10. октобра одржао митинг на коме је уверавао своје присталице да ће „правна моћ бити обновљена“. Заузврат, тужилаштво Грузије издало је налоге за хапшење Гамсахурдије, Кобалија и њихових присталица.
Борбе на подручју Самтредије биле су жестоке. Звиадисти су концентрисали људство и опрему у близини реке Чхенистскали. У зору 17. октобра напали су Самтредију и неколико сати касније је заузели, а 19. окупирали Ланчхути практично без борбе. Надовезујући се на успех, присталице Гамсахурдије сутрадан су покренуле масовну офанзиву на други по величини град у Грузији - Кутаиси, чији је пад отворио пут ка Тбилисију. Грузијска војска, која је у то време претрпела пораз у Абхазији, била је деморалисана. Искориштивши подршку руских мировњака да ће офанзива из Абхазије бити заустављена, Шеварднадзеова влада пребацила је преостале лојалне јединице на звиадисте. У исто време, формације Лесото Кобалиа покренуле су непријатељстава у правцу Цхалтубо и Копитнари, али су заустављени од стране владиних снага, као и у близини града Вани. Одбрану Кутаисија лично је водио министар одбране Гиорги Каркарашвили..
Према грузијском Министарству унутрашњих послова, владине снаге успеле су да одбију први напад и зауставе непријатељско напредовање 12 км од главног града. Обуздавајући навалу присталица свргнутог председника, владине трупе су прешле у офанзиву и убрзо вратиле контролу над Хонијем и Ланчхутијем. Озургети се вратио под њихову контролу, коју су звиадисти заузели практично без отпора. Владине трупе кренуле су 25. октобра у правцу Сенакија и до следећег дана су га заузеле, а до краја 28. октобра Хоби је коначно прешао под њихову контролу. Након пада Хобија, Гамсахурдија је сменио Кобалију и именовао Бадрија Зарандију за министра одбране, али то није променило ток рата. Шестог новембра, последње упориште звиадиста, Зугдиди, пало је практично без борбе. Остаци присталица Гамсахурдије расули су се по шумама регије Цаленжиха, а сам свргнути председник је нестао. До децембра, Гамсакхурдији је постајало све теже да се сакрије од владиних трупа које су га тражиле. Преминуо је под нејасним околностима 31. децембра у селу Дзвели Хибула у планинском региону Самегрело. Према речима власника куће, извршио је самоубиство пуцајући себи у главу пиштољем. Међутим, присуство рупе од метка у потиљку изнедрило је верзију да је он убијен. За убиство је оптужен Едуард Шеварднадзе, председник Грузије. У интервју 2009. године, бивши премијер Грузије Тенгиз Сигуа подсетио је на још једну верзију смрти - тровањем: „Да су га друге присталице браниле до краја, можда би се могла избећи смрт. А Гамсахурдија је лутао попут вука шумом. Постоји верзија тровања, бар сам чуо да је пре смрти одбијао храну. Пио је само чај, мислећи на страшне болове у стомаку”.
Смрћу Звиада Гамсахурдије означен је крај грађанског рата у Грузији, неки одреди су докрајчени током преостале зиме и раног пролећа 1994. године.